# Японски календар
Японският календар е система за отчитане на времето, която произлиза основно от китайския календар, но притежава и много особености, произлизащи от японската история и традиции.
До 1873 г. в Япония широко се използва традиционния лунно-слънчев календар, основан на китайския календар. В съвремени условия този календар се използва само за церемониални, астрологични и културни цели. Съвремената система на японския календар е създадена и въведена въз основа на Григорианския календар на 1-ви януари 1873 г. в процеса на Реставрацията Мейджи с някои особености.

## Години
След приемането на григориансия календар в Япония почти еднакво се използват три различни системи за отчитане на годините:
- От основаването и Япония на японски: 皇紀 ко: ки – представлява стара календарна система с начало на отчитане 660 години преди н.е., когато съгласно легендата император Дзиму основава Японската държава.
- От началото на управлението на императора (lang|ja|元号 генго: ) – годините се изчисляват по годините от началото на управление на императора например 2012 се явява 24година от Хейсей;
- От Рождество Христово (lang|ja|西暦 сейреки).

## Месеци

### Съвремени названия
Съвревените названия на японските месеци се превеждат буквално като „първа луна“, „втора луна“ и т.н. като съответната цифра се свързва със суфикс луна (на японски: 月 гацу):
| Януари    | на японски: 一月   | итигацу      |
| Февруари  | на японски: 二月   | нигацу       |
| Март      | на японски: 三月   | сангацу      |
| Април     | на японски: 四月   | сигацу       |
| Май       | на японски: 五月   | гогацу       |
| Юни       | на японски: 六月   | рокугацу     |
| Юли       | на японски: 七月   | ситигацу     |
| Август    | на японски: 八月   | хатигацу     |
| Септември | на японски: 九月   | кугацу       |
| Октомври  | на японски: 十月   | дзю: гацу    |
| Ноември   | на японски: 十一月 | дзю: итигацу |
| Декември  | на японски: 十二月 | дзю: нигацу  |

Използването на Арабски цифри за обозначаването на месеците (1月, 2月 и. т. н.) е широко разпространено.

### Традиционни названия
Всеки месец на традициония японски календар има няколко присъщи само на него названия отразяващи определени предзнаменования от времето, характера на селскостопанската дейност, обичаи и обряди.
Старият японски календар е основан върху Китайския лунен календар. Годината, съгласно лунния календар започва 3-7  седмици след григорианския календар.
| 1-ви месец | на японски: 睦月                                           | муцуки                     | месец на дружбата                                                                                     |
| 2-ри месец | на японски: 如月 или на японски: 衣更着                    | кисараги или кинусараги    | месец на дрехите или тюсюн — средата на пролетта                                                      |
| 3-ти месец | на японски: 弥生                                           | яёи                        | месец на поникването                                                                                  |
| 4-ти месец | на японски: 卯月                                           | удзуки                     | месец унохана или уцуги, унохана — това е храст, разновидност на дейция                               |
| 5-и месец  | на японски: 皐月 или на японски: 早月 или на японски: 五月 | сацуки                     | месец на оризовите посеви, или тюка — средата на лятото                                               |
| 6-и месец  | на японски: 水無月                                         | минацуки или минадзуки     | безводен месец                                                                                        |
| 7-и месец  | на японски: 文月                                           | фумидзуки или фудзуки      | месец за писане на поезия                                                                             |
| 8-й месец  | на японски: 葉月                                           | хадзуки                    | месец на (падащите) листа, или цукимидзуки — месец любуването на луната, или тюсю — средата на есента |
| 9-и месец  | на японски: 長月                                           | нагацуки                   | месец на дългите нощи, или кикудзуки — месец на хризантемите                                          |
| 10-и месец | на японски: 神無月                                         | каминадзуки или каннадзуки | месец без богове, или каминари — месяц без гръмотевици, или каминасу — месец за приготвяне на саке    |
| 11-и месец | на японски: 霜月                                           | симоцуки                   | месец инея, или тюто — средата на зимата                                                              |
| 12-и месец | на японски: 師走                                           | сивасу                     | месец на завършване на работата                                                                       |

## Дни от седмицата
В японския календар се използва седемдневна седмица, както е в западния календар. Седемдневната седмица е използвана за астрологически и други цели още преди приемането на григорианския календар. Имената на дните са взети от луната и слънцето, както и названията на петте видими планети, наречени от своя страна на петте китайски елемента: дърво, огън, земя, метал и вода.
| Японски            | Кирилица  | Елемент         | Българско надвание |
| ------------------ | --------- | --------------- | ------------------ |
| на японски: 日曜日 | нитиё: би | Слънце          | Неделя             |
| на японски: 月曜日 | гэцуё: би | Луна            | Понеделник         |
| на японски: 火曜日 | каё: би   | Огън (Марс)     | Вторник            |
| на японски: 水曜日 | суйё: би  | Вода (Меркурий) | Сряда              |
| на японски: 木曜日 | мокуё: би | Дърво (Юпитер)  | Четвъртък          |
| на японски: 金曜日 | кинъё: би | Метал (Венера)  | Петък              |
| на японски: 土曜日 | доё: би   | Земя (Сатурн)   | Събота             |

## Сезони
| име    | японско име    | латинизирано | Период                 |
| ------ | -------------- | ------------ | ---------------------- |
| Пролет | на японски: 春 | haru         | 5 февруари – 6 май     |
| Лято   | на японски: 夏 | natsu        | 7 май – 8 август       |
| Есен   | на японски: 秋 | aki          | 9 август – 7 ноември   |
| Зима   | на японски: 冬 | fuyu         | 8 ноември – 4 февруари |